# Узнаваемость бренда
Узнаваемость бренда — это комплекс из трех ключевых показателей здоровья бренда, применяемых в маркетинге. Состоит из показателей top-of-mind (первый названный бренд), спонтанной и наведенной известности (узнаваемости). Все показатели рассчитываются в процентах и имеют максимально возможный уровень 100 %. Спонтанная узнаваемость говорит о восприятии потребителями этого бренда как одного из лидеров товарной категории или услуг. Наведенная узнаваемость показывает частоту случаев, когда потребитель узнает бренд, когда видит или слышит его название. При этом для наведенной узнаваемости (известности с подсказкой) можно рассматривать узнаваемость названия, логотипа, упаковки или самого продукта. Уровень узнаваемости успешных лидирующих брендов достигает 40-80 %. Показатель наведенной узнаваемости выше 70-80 % говорит о том, что бренд является достаточно сильным и дальнейшие инвестиции в бренд необходимы лишь для поддержания бренда и укрепления лояльности к нему.